# Janthinisca politzari
Janthinisca politzari är en fjärilsart som beskrevs av Sergius G. Kiriakoff 1979. Janthinisca politzari ingår i släktet Janthinisca och familjen tandspinnare. Inga underarter finns listade i Catalogue of Life.